# Copa Hwaebul 2019
La Copa Hwaebul 2019, también puede ser llamado Copa Hwaeppul, traducido literalmente en español como Copa Antorcha, fue la séptima edición del torneo más importante a nivel de clubes de Corea del Norte y que es organizada por la Asociación de Fútbol de Corea del Norte.
En esta ocasión se coronó campeón el equipo del Ryomyong derrotando en la final al Pyongyang Sports Club por cuatro goles a uno. Con esta triunfo obtuvo su bicampeonato. Por su parte, en el partido por el tercer lugar Amnokgang derrotó al club Hwaebul por tres goles a cero, obteniendo la medalla de bronce del campeonato.

## Equipos
En esta edición del campeonato no participó el 4.25 Sports Club.
| Club                           | Ciudad    | Estadio                     | Afiliación                                      |
| ------------------------------ | --------- | --------------------------- | ----------------------------------------------- |
| Amnokgang                      | Pionyang  | Estadio Yanggakdo           | Ministerio de Seguridad Popular                 |
| Hwaebul                        | Pionyang  | Hwaebul Stadium             | Liga de la Juventud Kimilsungista-Kimjongilista |
| Jebi Sports Club               | -         | -                           | Fuerza Aérea del Ejército Popular Coreano       |
| Kigwancha                      | Pionyang  | Estadio Yanggakdo           | Ferrocarriles Estatales de Corea                |
| Ministerio de Industria Ligera | Pionyang  | City Stadium                | Ministerio de Industria Liguera                 |
| Pyongyang                      | Pionyang  | Kim Il-sung Stadium         | Partido del Trabajo de Corea                    |
| Rimyongsu Sport Club           | Sariwŏn   | Sariwŏn Youth Stadium       | Ministerio de Seguridad Popular                 |
| Ryomyong Sport Club            | Pionyang  |                             |                                                 |
| Sobaeksu                       | Pionyang  | Estadio Yanggakdo           | Ejército Popular de Corea                       |
| Sonbong                        | Rasŏn     | Rajin Stadium               | Guardias Rojos Obreros y Campesinos             |
| Wŏlmido Sport Club             | Kimch'aek | Kimch'aek Municipal Stadium | Ministerio de Cultura y Bellas Artes            |

## Fase de grupos
Los 12 equipos estaban dividió en dos grupos con seis equipos cada uno.
En el Grupo A, Ryomyong terminó primero con cinco victorias y un empate, y Amrokkang terminó segundo con tres victorias, un empate y dos derrotas.
En el Grupo B,  Pyongyang terminó primero con cuatro victorias y un empate, y Hwaebul terminó segundo con tres victorias, un empate y una derrota.

## Semifinales
|  | Ryomyong | 2:1     | Hwaebul |  |  |
|  |          | Reporte |         |  |  |

|                              | Pyongyang | ?:?     | Amnokgang |  |  |
|                              |           | Reporte |           |  |  |
| Pyonyang derrotó a Amnokgang |           |         |           |  |  |

## Tercer lugar
|  | Amnokgang | 3:0     | Hwaebul |  |  |
|  |           | Reporte |         |  |  |

## Final
|  | Ryomyong | 4:1     | Pyongyang |  |  |
|  |          | Reporte |           |  |  |

| Campeón Ryomyong 2° título |